# Saarbrücken
Saarbrücken (Nederlands voorheen: Saarbruggen, Frans: Sarrebruck, Luxemburgs: Saarbrécken) is de hoofdstad van de Duitse deelstaat Saarland. De stad aan de Saar telt 186.309 inwoners (29 februari 2024) en heeft een oppervlakte van 167,07 km². De oude universiteitsstad is het politieke, economische en culturele centrum van Saarland. 

## Geschiedenis

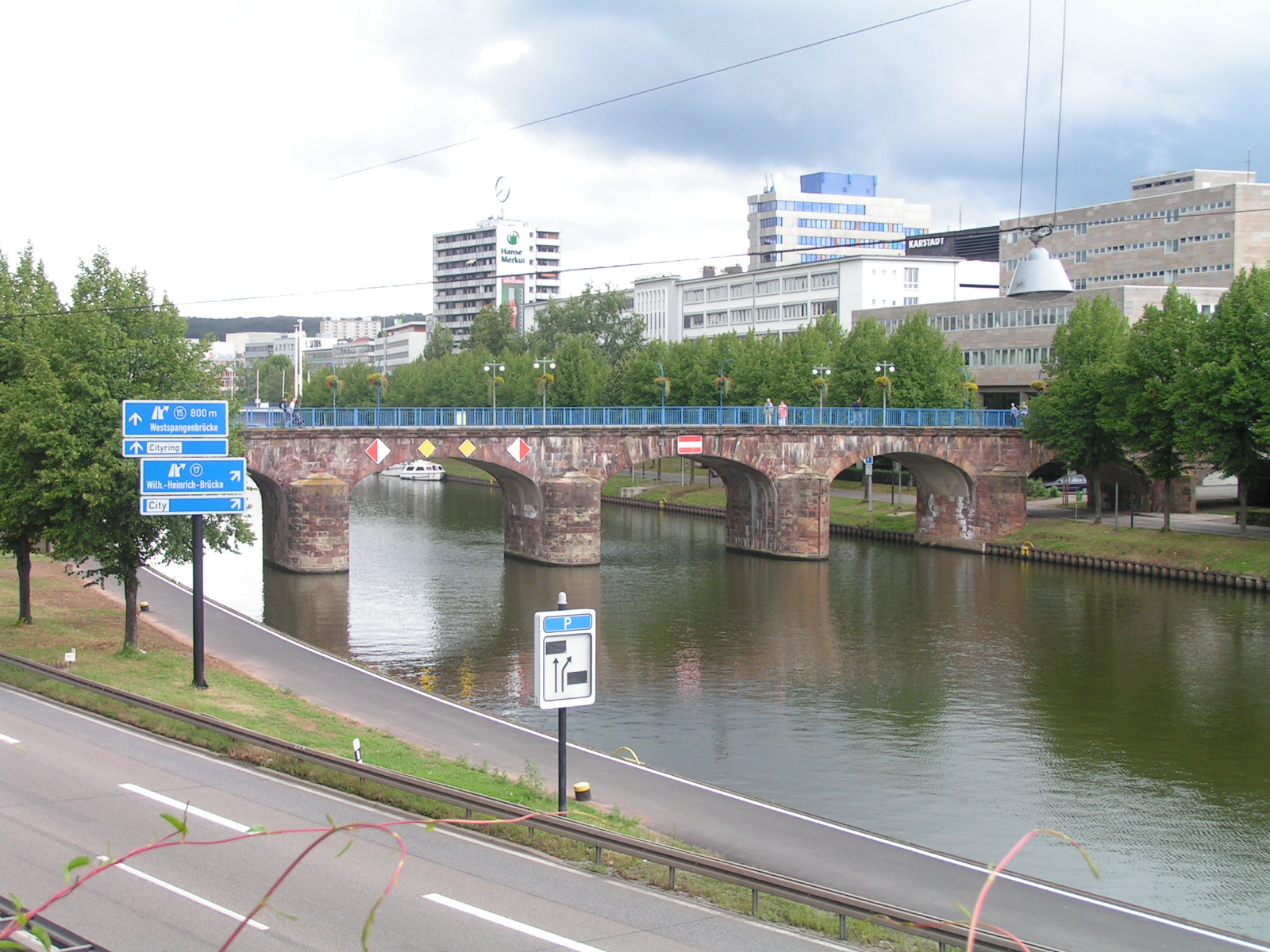
Saarbrücken met de Alte Brücke over de Saar

Saarbrücken werd voor het eerst genoemd in 999 (castellum Sarabrucca). De Alte Brücke, de oudste brug op deze plaats, dateert uit 1547. De nog steeds bestaande brug verbindt het oorspronkelijke Saarbrücken op de linkeroever met St. Johann op de rechter, het stadsdeel waarmee Saarbrücken in 1909 werd samengevoegd.
IJzersmelterijen en kolenmijnen maakten van Saarbrücken vanaf de 18e eeuw een belangrijke industriestad. In deze eeuw beleefde de stad ook haar bloeitijd. Friedrich-Joachim Stengel, ontwierp het Slot van Saarbrücken en de Ludwigskirche (1762), beide in barokstijl. De kerk geldt als een van de voornaamste barokke kerkgebouwen in Duitsland en als het symbool van de stad.
- Zie ook: graafschap Saarbrücken en Nassau-Saarbrücken

## Indeling van de gemeente

Indeling van de stad Saarbrücken

De stad is in 4 stadsdistricten ingedeeld, die elk weer uit tussen de vier en zeven stadsdelen bestaan. Zie kaartje.

## Klimaat
| Maand                  | jan   | feb   | mrt  | apr  | mei  | jun  | jul  | aug  | sep  | okt  | nov  | dec   | Jaar  |
| ---------------------- | ----- | ----- | ---- | ---- | ---- | ---- | ---- | ---- | ---- | ---- | ---- | ----- | ----- |
| Hoogste maximum (°C)   | 14,7  | 16,7  | 22,5 | 29,4 | 33,0 | 36,5 | 38,8 | 38,9 | 33,3 | 26,7 | 21,4 | 14,8  | 38,9  |
| Gemiddeld maximum (°C) | 3,4   | 5,1   | 9,6  | 13,8 | 18,2 | 21,2 | 23,6 | 23,4 | 19,0 | 13,9 | 7,7  | 4,2   | 13,6  |
| Gemiddeld minimum (°C) | −1,5  | −1,2  | 1,8  | 4,4  | 8,4  | 11,2 | 13,3 | 13,1 | 9,8  | 6,4  | 2,3  | −0,4  | 5,6   |
| Laagste minimum (°C)   | −13,3 | −15,5 | −9,1 | −3,0 | 0,6  | 6,9  | 6,7  | 4,5  | 2,4  | 2,0  | −6,1 | −16,7 | −16,7 |
|                        |       |       |      |      |      |      |      |      |      |      |      |       |       |
| Neerslag (mm)          | 76    | 64    | 72   | 57   | 72   | 67   | 78   | 70   | 69   | 84   | 80   | 95    | 884   |
| Bron: WeerOpReis       |       |       |      |      |      |      |      |      |      |      |      |       |       |

## Demografie
Onderstaande figuur toont het verloop van het inwonertal sinds 1871:

In de grafiek zijn duidelijk de terugval van het aantal inwoners ten gevolge van de Tweede Wereldoorlog te zien en de gemeentelijke herindelingen van Saarland in 1974, waarbij elf buurgemeenten werden opgenomen.

## Sport
Saarbrücken is de thuisstad van onder meer tafeltennisclub ATSV Saarbrücken, waarvan zowel het mannen- als vrouwenteam in de jaren 80 landskampioen werden. De mannen wonnen in 1986 bovendien de European Club Cup of Champions.
De stad heeft ook enkele voetbalclubs: 1. FC Saarbrücken, SV Saar 05 Saarbrücken en Sportfreunde 05 Saarbrücken. Alle drie de clubs waren lange tijd actief op hoogste niveau en 1. FC Saarbrücken nam in 1955/56 deel aan de eerste editie van de Europacup I, als kampioen van het toen onafhankelijke Protectoraat Saarland. De club speelde ook vijf seizoenen in de Bundesliga, maar zakte daarna naar de lagere reeksen.
Saarbrücken was één keer etappeplaats in de wielerkoers Ronde van Frankrijk. In 2002 won de Spanjaard Óscar Freire er de rit.

## Verkeer
Saarbrücken beschikt over een luchthaven, Flughafen Saarbrücken, gelegen bij stadsdeel Ensheim, ten oosten van de oude binnenstad.
Via de Saarbahn is station Saarbrücken Hauptbahnhof verbonden met Sarreguemines (Frankrijk), Kleinblittersdorf, Riegelsberg, Heusweiler, Eiweiler en Lebach. De TGV verbindt dit station westwaarts met station Paris Gare de l'Est en noordoostwaarts, via Kaiserslautern Hauptbahnhof, met Frankfurt Hauptbahnhof. Andere spoorlijnen verbinden Saarbrücken met in noordoostelijke richting o.a. St. Ingbert, Homburg, Neunkirchen, en in westelijke richting Völklingen.

## Media
In Saarbrücken en omgeving verschijnt de Saarbrücker Zeitung, een van de oudste kranten van Duitsland, die sinds 1861 onder haar huidige naam wordt uitgegeven.

## Geboren in Saarbrücken
- Johan Lodewijk van Nassau-Ottweiler (1625-1690), graaf van Nassau-Saarbrücken/Ottweiler
- Lodewijk Crato van Nassau-Saarbrücken (1663-1713), graaf van Nassau-Saarbrücken
- Lodewijk van Nassau-Saarbrücken (1745-1794), vorst van Nassau-Saarbrücken
- Max Ophüls (1902-1957), Frans filmregisseur van Duitse afkomst
- Wolfgang Staudte (1906-1984), filmregisseur
- Gerhard Schröder (1910-1989), politicus van het CDU (minister van 1953 tot 1969)
- Fritz Hellwig (1912-2017), politicus
- Paul Schneider (1927-2021), beeldhouwer
- Waldemar Philippi (1929-1990), voetballer
- Rudolf Arthur Pfeiffer (1931-2012), geneticus
- Claus Vogel (1933-2012), Indiakundige en tibetoloog
- Ingrid Caven (1938), actrice en zangeres
- Margit Otto-Crépin (1945-2020), Frans amazone
- Rainer Grün (1950-2010), politicus en staatssecretaris voor de CDU in Saarland
- Susanne Specht (1958), beeldhouwster
- Sandra Cretu (1962), zangeres
- Claudia Kohde-Kilsch (1963), tennisster een politicus van Die Linke
- Tobias Klein (1967), altsaxofonist, basklarinettist en componist in de jazz en geïmproviseerde muziek
- Benjamin Baltes (1984), voetballer
- Mike Frantz (1986), voetballer
- Andreas Waschburger (1987), langeafstandszwemmer
- Patrick Herrmann (1991), voetballer
- Johannes Wurtz (1992), voetballer
- Kirsten Zickfeld (1971), klimaatwetenschapster